# Corrida Internacional de São Silvestre de 2014
Corrida Internacional de São Silvestre em 2014 foi a 90ª edição da prova. Nesse ano, foi feito um acréscimo ao traçado da prova, tendo sido incluído um contorno no centro da cidade, com a forma de um coração, trecho este que inclui os seguintes logradouros: Avenida São João, Avenida Vieira de Carvalho, Avenida da Praça da República e Avenida Ipiranga. A prova começou na Avenida Paulista, perto da Rua Frei Caneca, e sua chegada se deu em frente ao prédio da Fundação Cásper Líbero, na mesma avenida.
A prova, já desde antes de ocorrer, era apontada como uma das de maior nível técnico dos últimos anos. Os atletas do Quênia confirmaram seu favoritismo e venceram, tanto na categoria masculina, como na feminina.
Como tradição, diversos atletas desfilaram fantasiados, fazendo menção a acontecimentos do ano. Gabriel Medina, primeiro surfista brasileiro campeão mundial, foi um dos homenageados pelos corredores anônimos.

## Masculino

### Geral
| Colocação | Nº de inscrição | nome                             | Idade      | Equipe                    | Tempo    | Tempo líquido | Ref         |
| --------- | --------------- | -------------------------------- | ---------- | ------------------------- | -------- | ------------- | ----------- |
| 1.        | 225             | Dawit Admasu (Etiópia) -         | 19 (M1819) | COQUINHO FILA CAIXA       | 45min04s | 45min04s      | [ 5 ] [ 6 ] |
| 2         | 202             | Stanley Koech (Quênia) -         | 29 (M2529) | COQUINHO FILA CAIXA       | 45min05s | 45min05s      | [ 5 ]       |
| 3         | 224             | Fabiano Naasi (Tanzânia) -       | 29 (M2529) | COQUINHO FILA CAIXA       | 45min10s | 45min10s      | [ 5 ]       |
| 4         | 201             | Mark Korir (Quênia)              | 26 (M2529) | Kenia                     | 45min19s | 45min19s      | [ 5 ]       |
| 5         | 203             | Giovani dos Santos (Brasil)      | 33 (M3034) | Pé de Vento/Caixa         | 45min22s | 45min22s      | [ 5 ]       |
| 6         | 252             | Cybrian Kimurgor Kotut (Quênia)  | 22 (M2024) | Nike                      | 45min27s | 45min27s      | [ 5 ]       |
| 7         | 216             | Damião Ancelmo de Souza (Brasil) | 35 (M3539) | Bradesco                  | 46min10s | 46min10s      | [ 5 ]       |
| 8         | 222             | Joseph Tiophil Panga (Tanzânia)  | 19 M1819   | COQUINHO FILA CAIXA       | 46min27s | 46min27s      | [ 5 ]       |
| 9         | 253             | Tariku Bekele (Etiópia)          | 27 M2529   | Nike                      | 46min30s | 46min30s      | [ 5 ]       |
| 10        | 214             | Ederson Vilela Pereira (Brasil)  | 24 M2024   | BRADESCO SEGUROS SAO JOSE | 46min37s | 46min37s      | [ 5 ]       |

## Feminino

### Geral
| Colocação | Nº de inscrição | nome                                         | Idade      | Equipe                      | Tempo    | Tempo líquido | Ref         |
| --------- | --------------- | -------------------------------------------- | ---------- | --------------------------- | -------- | ------------- | ----------- |
| 1.        | 30              | Ymer Wude Ayalew (Etiópia) - 50min43s        | 27 F2529   | Nike                        | 00:50:43 | 00:50:43      | [ 5 ] [ 7 ] |
| 2         | 2               | Netsanet Gudeta Kebede (Etiópia) - 50min46s  | 23 F2024   | Etiópia                     | 00:50:46 | 00:50:46      | [ 5 ]       |
| 3         | 29              | Priscah Jeptoo (Quênia) - 51min29s           | 30 F3034   | Nike                        | 00:51:29 | 00:51:29      | [ 5 ]       |
| 4         | 33              | Feyse Tadese Boru (Etiópia) - 52min31s       | 26 F2529   | Etiópia                     | 00:52:31 | 00:52:31      | [ 5 ]       |
| 5         | 3               | Delvine Relin Meringor (Quênia) - 52min34s   | 22 (F2024) | KENIA LUASA SPORTS CAIXA    | 00:52:34 | 00:52:34      | [ 5 ]       |
| 6         | 1               | Nancy Jepkosgei Kipron (Quênia) - 52min50s   | 35 F3539   | Coquinho Fila Caixa         | 00:52:50 | 00:52:50      | [ 5 ]       |
| 7         | 7               | Failuna Abdi Matanga (Tanzânia) - 53min15s   | 22 F2024   | TANZANIA LUAZA SPORTS CAIXA | 00:53:15 | 00:53:15      | [ 5 ]       |
| 8         | 19              | Joziane da Silva Cardoso (Brasil) - 53min18s | 29 F2529   | PE DE VENTO CAIXA           | 00:53:18 | 00:53:18      | [ 5 ]       |
| 9         | 4               | Sueli Pereira da Silva (Brasil) - 53min36s   | 37 F3539   | CRUZEIRO ESPORTE CLUBE      | 00:53:36 | 00:53:36      | [ 5 ]       |
| 10        | 32              | Layesh Tsige Abebaw (Etiópia) - 54min07s     | 23 F2024   | Coquinho Fila Caixa         | 00:54:07 | 00:54:07      | [ 5 ]       |